# Julio César Romero
Julio César Romero Insfrán, mais conhecido como Romerito, (Luque, 28 de agosto de 1960), é um ex-futebolista paraguaio, que atuava como meia.
É considerado por muitos em seu país, como o melhor jogador paraguaio de todos os tempos, pela sua técnica refinada aliada a raça com que se entregava às partidas. Enquanto ainda jogador, Romerito tinha 1,73 m e 68 kg.
Ficou famoso no Brasil após seu sucesso no Fluminense, clube no qual fez mais sucesso em toda carreira, e na qual fez suas apresentações mais memoráveis, com técnica incontestável, grande senso esportivo e espírito guerreiro. Romerito é considerado um dos maiores ídolos da História do Fluminense, tendo sido autor do gol do título do Campeonato Brasileiro de 1984 sobre o Vasco e eleito o melhor jogador sul-americano em 1985, terceiro no ano seguinte.

## Biografia
Nascido em Luque, Paraguai, no dia 28 de agosto de 1960, ele conduziu toda a escola primária nessa mesma cidade. Casou-se pela primeira vez com a brasileira Alice Rozina Barreto, com quem teve três filhos, Julio Romero, Joana Romero e Paloma Romero. Em seguida, após separação, mais uma vez contraiu casamento, desta vez com Giselle Vila, de nacionalidade argentina, com quem compartilhou 15 anos de casamento, sem filhos, estando agora civilmente divorciados.

## Carreira como jogador

### Início
O seu início foi no clube que ele ama em seu país, o Sportivo Luqueño, na tenra idade de 17 anos, onde ele rapidamente se destacou na equipe, promovendo-o à equipe principal do clube.
Romerito foi saudado como um grande jogador, e quando disputou o Campeonato Sul-Americano de Futebol Sub-19 de 1979 disputado no Uruguai, foi o artilheiro com 5 gols e um dos destaques desta competição, na qual a Argentina tinha um certo Diego Armando Maradona surgindo para o futebol, tendo como companheiro ofensivo seu compatriota Ramón Díaz, e Romerito levaria a Bola de Prata como segundo melhor jogador, enquanto Diego Maradona ficou com a Bola de Ouro e Díaz, com a Bola de Bronze. Já a Seleção Uruguaia, dona da casa, estreava o talento de seu meia Rubén Paz.
Pelo Paraguai, Romerito foi autor do gol do empate de 2 a 2 que desclassificou o Brasil, em pleno Maracanã, pelas semifinais da Copa América de 1979, e autor de dois gols na primeira partida das finais que deram o título da Copa América para este país, no primeiro jogo da final contra o Chile, quando Romerito ainda tinha 19 anos.
Então, ele transferiu-se para o New York Cosmos em 1980, onde ele pôde jogar com os astros do futebol, Pelé e Franz Beckenbauer, entre outros, alcançando 37 gols em quatro temporadas nos Estados Unidos da América. Em 1984 foi transferido para o Fluminense, onde obteve vários títulos, sendo eleito o melhor jogador da América do Sul em 1985.
Além disso, ele tem a distinção de ser o único jogador paraguaio selecionado pelo ex-jogador de futebol Pelé para formar, o endossado pela FIFA, lista dos 125 melhores jogadores da História. Ele então fazia parte do FC Barcelona, treinado por Johan Cruyff, o que resultaria no Dream Team, jogando metade da temporada 1988/1989. Com a posterior assinatura de Michael Laudrup, Romerito precipitou a saída do clube catalão Barcelona no final da temporada.
Em 1990 foi transferido para Puebla FC, do México, por um tempo, em seguida, retorna ao Sportivo Luqueño, em 1991. Nos anos 1992-1994 jogou no Club Olímpia, em seguida, indo para o Club La Serena, do Chile. Volta ao Paraguai para jogar no Cerro Corá em 1995. Ele termina sua carreira no seu clube amado, o Sportivo Luqueño na temporada de 1996 a 1998, onde foi demitido com aplausos e gritos de todos os fãs.

### Carreira no Brasil
No Brasil foi jogador do Fluminense, tendo sido contratado junto ao americano New York Cosmos em 1984, clube que na época reunia grandes estrelas do futebol, tendo Romerito atuado ao lado de Carlos Alberto Torres, do holandês Johan Neeskens, do italiano Giorgio Chinaglia, do alemão Franz Beckenbauer e de ninguém menos que o Rei Pelé.
Neste mesmo ano, Romerito fez o gol que deu ao Fluminense, o título do Campeonato Brasileiro de 1984, no primeiro jogo das finais, no Clássico dos Gigantes que o Flu faz contra o Vasco da Gama, com o Fluminense empatando o segundo jogo e sagrando-se campeão.
Também em 1984 Romerito fez um gol no empate de 2 a 2 do Fluminense contra o Barcelona, na despedida de Diego Maradona do clube catalão, em partida disputada no Giants Stadium, na cidade de New Jersey, perante 40.000 espectadores.
Em 1985, fez o primeiro gol da final do Campeonato Carioca, no jogo contra o Bangu, em que o Fluminense sagrou-se tricampeão estadual com a vitória por 2 a 1. Neste mesmo ano foi eleito pelo jornal venezuelano El Mundo o melhor jogador da América do Sul, em tradicional enquete feita anualmente com jornalistas esportivos de todo o continente sul-americano, eleito como o terceiro melhor no ano seguinte, com a eleição coordenada a partir desse ano pelo uruguaio El País.
Romerito jogou pelo Fluminense de 1984 a 1988, tendo disputado 211 partidas e feito 59 gols, clube que ele ainda visita sempre que vem ao Brasil, sendo tratado ainda como ídolo e pelo qual se declara torcedor pelos vínculos criados durante o tempo que vestiu a camisa tricolor. Nesta época, disputou 4 jogos na Copa do Mundo de 1986, fazendo 2 gols, além de ter disputado 2 partidas pela Copa América de 1987.
Em 1989, Romerito transferiu-se do Fluminense para o Barcelona, onde chegou com a equipe em crise e com tantos problemas que por pouco tempo jogou na Espanha. Logo após passagem pelo futebol europeu, Romerito retornou ao Paraguai e atuou no Olimpia.

### Fim de carreira
Em 1995, jogou pelo Cerro Corá, em seguida terminando a sua carreira no Sportivo Luqueño em 1998. Nesse mesmo ano chegou a se oferecer para jogar o Copa do Mundo, na França, sendo inclusive chamado para um amistoso, porém, acabou não sendo convocado, aparentemente por problemas de relacionamento com o também ídolo paraguaio, o goleiro Jose Luis Chilavert.

## Carreira fora dos gramados

### Como vereador
Romerito serviu como Conselheiro Municipal de sua cidade natal pelo Partido Colorado, no período de 2001 - 2006. Após a conclusão deste período, ele nunca mais concorreu a um cargo público. De acordo com suas declarações, será dedicado à formação luqueña esportes da juventude.

### Como cantor
Em setembro de 2006, Romerito estreou como cantor de rock popular no festival musical "Pilsen Rock", realizado em Assunção. Romerito cantou trechos da canção "Siete hermanos y un misil" (Sete irmãos e um míssil), juntamente com as 40.000 pessoas que assistiram a esse festival de rock.

## Títulos
Seleção Paraguaia
- Copa América: 1979

New York Cosmos
- NASL: 1980 e 1982

Fluminense
- Campeonato Brasileiro: 1984
- Campeonato Carioca: 1984 e 1985
- Copa Kirin: 1987
- Trofeo de La Amistad (Paraguai) : 1984 (Club Cerro Porteño versus Fluminense)
- Taça Amizade dos Campeões (Luanda, Angola): 1985 (Petro Atlético versus Fluminense)
- Troféu Gov. Geraldo Bulhões: 1984
- Taça Francisco Horta - (Flu versus Santo André): 1984
- Troféu Prefeito Celso Damaso: 1985
- Taça Sollar Tintas (Fluminense versus America): 1985
- Taça 16 anos da Tv Cultura - (Avaí versus Fluminense): 1986
- Troféu Governo Miguel Abraão: 1987
- Troféu Lions Club - (Fluminense versus Vasco): 1987

Barcelona
- Recopa Europeia: 1988-89

Puebla
- Campeonato Mexicano: 1989-90

Olimpia
- Torneio República: 1992

## Prêmios individuais
Fluminense
- Bola de Prata (Revista Placar): 1984
- Futebolista Sul-americano do ano Bola de Ouro: 1985
- Futebolista Sul-americano do ano Bola de Bronze: 1986
- Equipe Ideal da América: 1986

Seleção Paraguaia Sub 19
- Bola de Prata (segundo melhor jogador do Campeonato Sul Americano Sub 19 de 1979)
- IFFHS MEN’S ALL TIME PARAGUAY DREAM TEAM[13]

## Artilharias
Seleção Paraguaia Sub 19
- Campeonato Sul-Americano de Futebol Sub-19 de 1979

Sportivo Luqueño
- Campeonato Paraguaio: 1990 (17 gols)

## Gols em Copas do Mundo FIFA pela Seleção Paraguaia
|    | Data               | Local                    | Resultado | Adversário | Gols | Competição                 |
| -- | ------------------ | ------------------------ | --------- | ---------- | ---- | -------------------------- |
| 1. | 4 de junho de 1986 | Toluca, México           | 1-0       | Iraque     | 1    | Copa do Mundo FIFA de 1986 |
| 2. | 7 de junho de 1986 | Cidade do México, México | 1-1       | México     | 1    | Copa do Mundo FIFA de 1986 |